# German Football League 2017
La German Football League 2017 è stata la 39ª edizione del campionato di football americano di primo livello, organizzato dalla AFVD.

## Squadre partecipanti
| Club                     | Città                | Stadio                                 | Sponsor ufficiale | Risultato nella stagione 2016 |
| ------------------------ | -------------------- | -------------------------------------- | ----------------- | ----------------------------- |
| Allgäu Comets            | Kempten              | Illerstadion                           |                   |                               |
| Berlin Adler             | Berlino              | Poststadion                            |                   |                               |
| Berlin Rebels            | Berlino              | Mommsenstadion                         |                   |                               |
| Cologne Crocodiles       | Colonia              | Sportpark Höhenberg                    |                   |                               |
| Dresden Monarchs         | Dresda               | Heinz-Steyer-Stadion                   |                   |                               |
| Frankfurt Universe       | Francoforte sul Meno | Frankfurter Volksbank Stadion          | Samsung           |                               |
| Hamburg Huskies          | Amburgo              | Hammer Park                            |                   |                               |
| Hildesheim Invaders      | Hildesheim           | Eintrachtstadion                       |                   |                               |
| Ingolstadt Dukes         | Ingolstadt           | ESV-Stadion                            |                   |                               |
| Kiel Baltic Hurricanes   | Kiel                 | Kiliaplatz                             |                   |                               |
| Marburg Mercenaries      | Marburgo             | Georg-Gaßmann-Stadion                  |                   |                               |
| Munich Cowboys           | Monaco di Baviera    | Städtisches Stadion an der Dantestraße |                   |                               |
| New Yorker Lions         | Braunschweig         | Eintracht-Stadion                      | New Yorker        |                               |
| Saarland Hurricanes      | Saarbrücken          | Ellenfeldstadion (Neunkirchen)         |                   |                               |
| Schwäbisch Hall Unicorns | Schwäbisch Hall      | Optima-Sportpark                       |                   |                               |
| Stuttgart Scorpions      | Stoccarda            | Gazi-Stadion auf der Waldau            |                   |                               |

## Stagione regolare

### Calendario

#### 1ª giornata
| Monaco di Baviera 22 aprile 2017, ore 16:00 | Munich Cowboys | 14 – 29 (7-16 7-0 0-6 0-7) referto | Saarland Hurricanes | Städtisches Stadion an der Dantestraße (1043 spett.)\| Arbitro: \| Plendl \| |
| Arbitro:                                    | Plendl         |                                    |                     |                                                                              |

| Amburgo 22 aprile 2017, ore 17:00 | Hamburg Huskies | 8 – 30 (0-16 8-7 0-0 0-7) referto | Berlin Adler | Hammer Park (733 spett.)\| Arbitro: \| Denker \| |
| Arbitro:                          | Denker          |                                   |              |                                                  |

| Stoccarda 22 aprile 2017, ore 19:00 | Stuttgart Scorpions | 13 – 14 (0-7 0-0 7-7 6-0) referto | Frankfurt Universe | Gazi-Stadion auf der Waldau (2098 spett.)\| Arbitro: \| Stehle \| |
| Arbitro:                            | Stehle              |                                   |                    |                                                                   |

#### 2ª giornata
| Berlino 29 aprile 2017, ore 15:00 | Berlin Rebels | 47 – 13 (3-0 3-13 21-0 20-0) referto | Berlin Adler | Mommsenstadion (2377 spett.)\| Arbitro: \| Voigtländer \| |
| Arbitro:                          | Voigtländer   |                                      |              |                                                           |

| Neunkirchen 29 aprile 2017, ore 17:00 | Saarland Hurricanes | 31 – 21 (3-7 7-0 7-7 14-7) referto | Stuttgart Scorpions | Ellenfeldstadion (1640 spett.)\| Arbitro: \| Nabinger \| |
| Arbitro:                              | Nabinger            |                                    |                     |                                                          |

| Colonia 30 aprile 2017, ore 15:00 | Cologne Crocodiles | 41 – 26 (17-0 10-14 14-6 0-6) referto | Hildesheim Invaders | Sportpark Höhenberg (1275 spett.)\| Arbitro: \| Schrader \| |
| Arbitro:                          | Schrader           |                                       |                     |                                                             |

| Marburgo 30 aprile 2017, ore 15:00 | Marburg Mercenaries | 17 – 50 (10-7 0-10 0-26 7-7) referto | Schwäbisch Hall Unicorns | Georg-Gaßmann-Stadion (1065 spett.)\| Arbitro: \| Sauer \| |
| Arbitro:                           | Sauer               |                                      |                          |                                                            |

| Ingolstadt 1º maggio 2017, ore 18:30 | Ingolstadt Dukes | 45 – 27 (7-7 21-20 10-0 7-0) referto | Munich Cowboys | ESV-Stadion (1321 spett.)\| Arbitro: \| Ball \| |
| Arbitro:                             | Ball             |                                      |                |                                                 |

#### 3ª giornata
| Kiel 6 maggio 2017, ore 16:00 | Kiel Baltic Hurricanes | 27 – 10 (6-0 7-3 7-7 7-0) referto | Cologne Crocodiles | Kiliaplatz (2925 spett.) |

| Dresda 6 maggio 2017, ore 16:00 | Dresden Monarchs | 62 – 17 (14-3 28-0 10-7 10-7) referto | Hildesheim Invaders | Heinz-Steyer-Stadion (1930 spett.) |

| Amburgo 6 maggio 2017, ore 17:00 | Hamburg Huskies | 6 – 41 (0-7 6-14 0-13 0-7) referto | New Yorker Lions | Hammer Park (1074 spett.) |

| Schwäbisch Hall 6 maggio 2017, ore 17:00 | Schwäbisch Hall Unicorns | 56 – 20 (14-7 21-0 7-6 14-7) referto | Allgäu Comets | Optima-Sportpark (1985 spett.) |

| Stoccarda 6 maggio 2017, ore 18:00 | Stuttgart Scorpions | 27 – 16 (6-2 14-8 0-0 7-6) referto | Munich Cowboys | Gazi-Stadion auf der Waldau (1555 spett.) |

#### 4ª giornata
| Monaco di Baviera 13 maggio 2017, ore 16:00 | Munich Cowboys | 20 – 47 (0-21 0-0 0-19 20-7) referto | Allgäu Comets | Dantestadion (1462 spett.) |

| Neunkirchen 13 maggio 2017, ore 17:00 | Saarland Hurricanes | 0 – 50 (0-14 0-14 0-9 0-13) referto | Schwäbisch Hall Unicorns | Ellenfeldstadion (1474 spett.) |

| Braunschweig 13 maggio 2017, ore 18:00 | New Yorker Lions | 41 – 0 (3-0 21-0 10-0 7-0) referto | Hamburg Huskies | Eintracht-Stadion (2987 spett.) |

| Ingolstadt 13 maggio 2017, ore 18:30 | Ingolstadt Dukes | 10 – 16 (0-0 3-10 7-0 0-6) referto | Marburg Mercenaries | ESV-Stadion (776 spett.) |

| Colonia 14 maggio 2017, ore 15:00 | Cologne Crocodiles | 63 – 0 (28-0 14-0 7-0 14-0) referto | Berlin Adler | Sportpark Höhenberg (1093 spett.) |

#### 5ª giornata
| Berlino 20 maggio 2017, ore 15:00 | Berlin Rebels | 14 – 6 (0-0 0-6 0-0 14-0) referto | Cologne Crocodiles | Mommsenstadion (483 spett.) |

| Hildesheim 20 maggio 2017, ore 16:00 | Hildesheim Invaders | 9 – 37 (0-0 3-20 6-7 0-10) referto | Dresden Monarchs | Eintrachtstadion (1045 spett.) |

| Schwäbisch Hall 20 maggio 2017, ore 17:00 | Schwäbisch Hall Unicorns | 41 – 20 (14-0 14-13 10-0 3-7) referto | Saarland Hurricanes | Optima-Sportpark (1550 spett.) |

| Ingolstadt 20 maggio 2017, ore 18:30 | Ingolstadt Dukes | 54 – 35 (19-7 13-14 15-8 7-6) referto | Allgäu Comets | ESV-Stadion (732 spett.) |

| Francoforte sul Meno 21 maggio 2017, ore 15:00 | Frankfurt Universe | 65 – 0 (7-0 16-0 21-0 21-0) referto | Stuttgart Scorpions | Frankfurter Volksbank Stadion (3478 spett.) |

| Kiel 21 maggio 2017, ore 16:00 | Kiel Baltic Hurricanes | 56 – 0 (21-0 21-0 14-0 0-0) referto | Hamburg Huskies | Kiliaplatz (3217 spett.) |

| Marburgo 21 maggio 2017, ore 16:00 | Marburg Mercenaries | 31 – 10 (7-3 14-7 0-0 10-0) referto | Munich Cowboys | Georg-Gaßmann-Stadion (860 spett.) |

#### 6ª giornata
| Dresda 27 maggio 2017, ore 15:00 | Dresden Monarchs | 55 – 17 (14-0 24-14 0-0 17-3) referto | Berlin Adler | Heinz-Steyer-Stadion (2141 spett.)\| Arbitro: \| Voigtländer \| |
| Arbitro:                         | Voigtländer      |                                       |              |                                                                 |

| Berlino 27 maggio 2017, ore 15:00 | Berlin Rebels | 63 – 6 (14-0 21-6 28-0 0-0) referto | Hamburg Huskies | Mommsenstadion (523 spett.)\| Arbitro: \| Schwieger \| |
| Arbitro:                          | Schwieger     |                                     |                 |                                                        |

| Hildesheim 27 maggio 2017, ore 16:00 | Hildesheim Invaders | 10 – 52 (3-0 0-35 0-10 7-7) referto | New Yorker Lions | Friedrich-Ebert-Stadion (2107 spett.)\| Arbitro: \| Schrader \| |
| Arbitro:                             | Schrader            |                                     |                  |                                                                 |

| Neunkirchen 27 maggio 2017, ore 17:00 | Saarland Hurricanes | 22 – 41 (8-7 14-14 0-10 0-10) referto | Munich Cowboys | Ellenfeldstadion (1026 spett.)\| Arbitro: \| Nabinger \| |
| Arbitro:                              | Nabinger            |                                       |                |                                                          |

| Stoccarda 27 maggio 2017, ore 18:00 | Stuttgart Scorpions | 7 – 31 (0-10 0-7 0-7 7-7) referto | Marburg Mercenaries | Gazi-Stadion auf der Waldau (1493 spett.)\| Arbitro: \| Goetz \| |
| Arbitro:                            | Goetz               |                                   |                     |                                                                  |

| Colonia 28 maggio 2017, ore 15:00 | Cologne Crocodiles | 41 – 65 (14-13 13-26 14-13 0-13) referto | Kiel Baltic Hurricanes | BSA Chorweiler (821 spett.)\| Arbitro: \| Sauer \| |
| Arbitro:                          | Sauer              |                                          |                        |                                                    |

| Kempten 28 maggio 2017, ore 15:00 | Allgäu Comets | 7 – 48 (0-7 0-13 0-14 7-14) referto | Frankfurt Universe | Illerstadion (1254 spett.)\| Arbitro: \| Stehle \| |
| Arbitro:                          | Stehle        |                                     |                    |                                                    |

#### 7ª giornata
| Kiel 3 giugno 2017, ore 16:00 | Kiel Baltic Hurricanes | 49 – 14 (14-0 14-7 14-7 7-0) referto | Hildesheim Invaders | Kiliaplatz (2189 spett.)\| Arbitro: \| Denker \| |
| Arbitro:                      | Denker                 |                                      |                     |                                                  |

| Amburgo 3 giugno 2017, ore 17:00 | Hamburg Huskies | 7 – 23 (0-7 7-7 0-0 0-9) referto | Berlin Rebels | Hammer Park (557 spett.)\| Arbitro: \| Schwieger \| |
| Arbitro:                         | Schwieger       |                                  |               |                                                     |

| Schwäbisch Hall 3 giugno 2017, ore 17:00 | Schwäbisch Hall Unicorns | 34 – 6 (13-0 7-0 0-0 14-6) referto | Munich Cowboys | Optima-Sportpark (1191 spett.)\| Arbitro: \| Sauer \| |
| Arbitro:                                 | Sauer                    |                                    |                |                                                       |

| Braunschweig 3 giugno 2017, ore 18:00 | New Yorker Lions | 47 – 7 (20-0 7-7 13-0 7-0) referto | Dresden Monarchs | Eintracht-Stadion (3787 spett.)\| Arbitro: \| Schrader \| |
| Arbitro:                              | Schrader         |                                    |                  |                                                           |

| Ingolstadt 3 giugno 2017, ore 18:30 | Ingolstadt Dukes | 27 – 7 (0-7 14-0 7-0 6-0) referto | Saarland Hurricanes | ESV-Stadion (800 spett.)\| Arbitro: \| Plendl \| |
| Arbitro:                            | Plendl           |                                   |                     |                                                  |

| Francoforte sul Meno 3 giugno 2017, ore 19:00 | Frankfurt Universe | 60 – 0 (20-0 12-0 21-0 7-0) referto | Allgäu Comets | Frankfurter Volksbank Stadion (3465 spett.)\| Arbitro: \| M. Tschurer \| |
| Arbitro:                                      | M. Tschurer        |                                     |               |                                                                          |

| Marburgo 4 giugno 2017, ore 16:00 | Marburg Mercenaries | 24 – 7 (7-0 7-0 3-0 7-7) referto | Stuttgart Scorpions | Georg-Gaßmann-Stadion (920 spett.)\| Arbitro: \| Fischer \| |
| Arbitro:                          | Fischer             |                                  |                     |                                                             |

#### 8ª giornata
| Monaco di Baviera 10 giugno 2017, ore 16:00 | Munich Cowboys | 24 – 27 (3-7 7-7 14-6 0-7) referto | Ingolstadt Dukes | Dantestadion (1737 spett.)\| Arbitro: \| Plendl \| |
| Arbitro:                                    | Plendl         |                                    |                  |                                                    |

| Neunkirchen 10 giugno 2017, ore 17:00 | Saarland Hurricanes | 18 – 26 (0-0 12-13 3-13 3-0) referto | Marburg Mercenaries | Ellenfeldstadion (1025 spett.)\| Arbitro: \| Schrader \| |
| Arbitro:                              | Schrader            |                                      |                     |                                                          |

| Dresda 10 giugno 2017, ore 18:00 | Dresden Monarchs | 42 – 49 (21-0 7-21 0-21 14-7) referto | Kiel Baltic Hurricanes | DDV-Stadion (7191 spett.)\| Arbitro: \| Voigtländer \| |
| Arbitro:                         | Voigtländer      |                                       |                        |                                                        |

| Colonia 11 giugno 2017, ore 15:00 | Cologne Crocodiles | 34 – 29 (7-0 10-14 14-9 3-6) referto | Berlin Rebels | Sportpark Höhenberg (1023 spett.)\| Arbitro: \| Schrader \| |
| Arbitro:                          | Schrader           |                                      |               |                                                             |

| Kempten 11 giugno 2017, ore 15:00 | Allgäu Comets | 7 – 41 (0-7 0-20 0-7 7-7) referto | Schwäbisch Hall Unicorns | Illerstadion (987 spett.)\| Arbitro: \| Ball \| |
| Arbitro:                          | Ball          |                                   |                          |                                                 |

#### 9ª giornata
| Kiel 17 giugno 2017, ore 16:00 | Kiel Baltic Hurricanes | 35 – 6 (14-0 7-0 7-6 7-0) referto | Berlin Adler | Kiliaplatz (2236 spett.)\| Arbitro: \| Schwieger \| |
| Arbitro:                       | Schwieger              |                                   |              |                                                     |

| Monaco di Baviera 17 giugno 2017, ore 16:00 | Munich Cowboys | 7 – 56 (0-14 7-21 0-7 0-14) referto | Frankfurt Universe | Dantestadion (1414 spett.)\| Arbitro: \| Fischer \| |
| Arbitro:                                    | Fischer        |                                     |                    |                                                     |

| Amburgo 17 giugno 2017, ore 17:00 | Hamburg Huskies | 18 – 68 (6-16 6-14 6-16 0-22) referto | Dresden Monarchs | Hammer Park (717 spett.)\| Arbitro: \| Denker \| |
| Arbitro:                          | Denker          |                                       |                  |                                                  |

| Schwäbisch Hall 17 giugno 2017, ore 17:00 | Schwäbisch Hall Unicorns | 65 – 53 (17-7 14-14 21-17 13-15) referto | Ingolstadt Dukes | Optima-Sportpark (1586 spett.)\| Arbitro: \| Ball \| |
| Arbitro:                                  | Ball                     |                                          |                  |                                                      |

| Stoccarda 17 giugno 2017, ore 18:00 | Stuttgart Scorpions | 33 – 30 (0-0 14-16 6-0 13-14) referto | Allgäu Comets | Gazi-Stadion auf der Waldau (1675 spett.)\| Arbitro: \| Plendl \| |
| Arbitro:                            | Plendl              |                                       |               |                                                                   |

| Braunschweig 18 giugno 2017, ore 15:00 | New Yorker Lions | 52 – 10 (7-0 31-0 7-0 7-10) referto | Berlin Rebels | Eintracht-Stadion (3187 spett.)\| Arbitro: \| Voigtländer \| |
| Arbitro:                               | Voigtländer      |                                     |               |                                                              |

| Marburgo 18 giugno 2017, ore 16:00 | Marburg Mercenaries | 27 – 10 (7-0 0-7 13-3 7-0) referto | Saarland Hurricanes | Georg-Gaßmann-Stadion (1025 spett.)\| Arbitro: \| Schrader \| |
| Arbitro:                           | Schrader            |                                    |                     |                                                               |

#### 10ª giornata
| Berlino 24 giugno 2017, ore 16:00 | Berlin Adler | 6 – 24 (0-7 0-10 6-7 0-0) referto | Hildesheim Invaders | Poststadion (2867 spett.)\| Arbitro: \| Gitting \| |
| Arbitro:                          | Gitting      |                                   |                     |                                                    |

| Braunschweig 24 giugno 2017, ore 17:00 | New Yorker Lions | 44 – 26 (7-0 10-3 14-7 13-16) referto | Kiel Baltic Hurricanes | Eintracht-Stadion (4087 spett.)\| Arbitro: \| Sauer \| |
| Arbitro:                               | Sauer            |                                       |                        |                                                        |

| Amburgo 24 giugno 2017, ore 17:00 | Hamburg Huskies | 7 – 38 (0-7 0-21 7-10 0-0) referto | Cologne Crocodiles | Hammer Park (633 spett.)\| Arbitro: \| Denker \| |
| Arbitro:                          | Denker          |                                    |                    |                                                  |

| Stoccarda 24 giugno 2017, ore 18:00 | Stuttgart Scorpions | 13 – 39 (6-6 0-15 0-12 7-6) referto | Ingolstadt Dukes | Gazi-Stadion auf der Waldau (1565 spett.)\| Arbitro: \| Fischer \| |
| Arbitro:                            | Fischer             |                                     |                  |                                                                    |

| Francoforte sul Meno 24 giugno 2017, ore 19:00 | Frankfurt Universe | 7 – 24 (0-7 7-10 0-0 0-7) referto | Schwäbisch Hall Unicorns | Frankfurter Volksbank Stadion (5620 spett.)\| Arbitro: \| A. Stehle \| |
| Arbitro:                                       | A. Stehle          |                                   |                          |                                                                        |

| Berlino 25 giugno 2017, ore 15:00 | Berlin Rebels | 20 – 45 (7-14 0-10 7-14 6-7) referto | Dresden Monarchs | Mommsenstadion (1421 spett.)\| Arbitro: \| Voigtländer \| |
| Arbitro:                          | Voigtländer   |                                      |                  |                                                           |

| Kempten 25 giugno 2017, ore 15:00 | Allgäu Comets | 14 – 21 (0-7 7-0 0-0 7-14) referto | Munich Cowboys | Illerstadion (1113 spett.)\| Arbitro: \| Plendl \| |
| Arbitro:                          | Plendl        |                                    |                |                                                    |

#### 11ª giornata
| Dresda 8 luglio 2017, ore 15:00 | Dresden Monarchs | 10 – 41 (3-21 0-7 0-6 7-7) referto | New Yorker Lions | Heinz-Steyer-Stadion (2330 spett.)\| Arbitro: \| Voigtländer \| |
| Arbitro:                        | Voigtländer      |                                    |                  |                                                                 |

| Berlino 8 luglio 2017, ore 16:00 | Berlin Adler | 13 – 68 (0-7 0-34 6-21 7-6) referto | Kiel Baltic Hurricanes | Poststadion (1814 spett.)\| Arbitro: \| Schwieger \| |
| Arbitro:                         | Schwieger    |                                     |                        |                                                      |

| Monaco di Baviera 8 luglio 2017, ore 16:00 | Munich Cowboys | 36 – 35 (7-0 7-10 7-3 15-22) referto | Marburg Mercenaries | Dantestadion (1083 spett.)\| Arbitro: \| Nabinger \| |
| Arbitro:                                   | Nabinger       |                                      |                     |                                                      |

| Francoforte sul Meno 8 luglio 2017, ore 19:00 | Frankfurt Universe | 58 – 7 (7-0 28-0 16-0 7-7) referto | Saarland Hurricanes | Frankfurter Volksbank Stadion (4132 spett.)\| Arbitro: \| M. Tschurer \| |
| Arbitro:                                      | M. Tschurer        |                                    |                     |                                                                          |

| Berlino 9 luglio 2017, ore 15:00 | Berlin Rebels | 40 – 20 (7-0 16-6 3-8 14-6) referto | Hildesheim Invaders | Wilmersdorf (1232 spett.)\| Arbitro: \| Voigtlaender \| |
| Arbitro:                         | Voigtlaender  |                                     |                     |                                                         |

| Kempten 9 luglio 2017, ore 15:00 | Allgäu Comets | 31 – 0 (14-0 0-0 3-0 14-0) referto | Stuttgart Scorpions | Illerstadion (1053 spett.)\| Arbitro: \| Nabinger \| |
| Arbitro:                         | Nabinger      |                                    |                     |                                                      |

| Colonia 9 luglio 2017, ore 18:02 | Cologne Crocodiles | 51 – 16 (14-2 7-14 16-0 14-0) referto | Hamburg Huskies | Sportpark Höhenberg (763 spett.)\| Arbitro: \| Sauer \| |
| Arbitro:                         | Sauer              |                                       |                 |                                                         |

#### 12ª giornata
| Hildesheim 15 luglio 2017, ore 16:00 | Hildesheim Invaders | 14 – 38 (0-7 7-14 0-7 7-10) referto | Kiel Baltic Hurricanes | Eintrachtstadion (1070 spett.)\| Arbitro: \| Sauer \| |
| Arbitro:                             | Sauer               |                                     |                        |                                                       |

| Berlino 15 luglio 2017, ore 16:00 | Berlin Adler | 7 – 68 (0-20 0-17 0-17 7-14) referto | Dresden Monarchs | Poststadion (2011 spett.)\| Arbitro: \| Gitting \| |
| Arbitro:                          | Gitting      |                                      |                  |                                                    |

| Stoccarda 15 luglio 2017, ore 18:04 | Stuttgart Scorpions | 19 – 28 (0-7 7-14 0-0 12-7) referto | Schwäbisch Hall Unicorns | Gazi-Stadion auf der Waldau (2125 spett.)\| Arbitro: \| Fischer \| |
| Arbitro:                            | Fischer             |                                     |                          |                                                                    |

| Ingolstadt 15 luglio 2017, ore 18:30 | Ingolstadt Dukes | 17 – 42 (0-7 14-14 0-0 3-21) referto | Frankfurt Universe | ESV-Stadion (1355 spett.)\| Arbitro: \| Plendl \| |
| Arbitro:                             | Plendl           |                                      |                    |                                                   |

| Berlino 16 luglio 2017, ore 15:00 | Berlin Rebels | 14 – 21 (6-7 2-8 0-6 6-0) referto | New Yorker Lions | Wilmersdorf (1822 spett.)\| Arbitro: \| Gitting \| |
| Arbitro:                          | Gitting       |                                   |                  |                                                    |

#### 13ª giornata
| Berlino 29 luglio 2017, ore 16:00 | Berlin Adler | 10 – 63 (0-14 3-14 7-7 0-28) referto | Berlin Rebels | Poststadion (1788 spett.)\| Arbitro: \| Gitting \| |
| Arbitro:                          | Gitting      |                                      |               |                                                    |

| Kiel 29 luglio 2017, ore 16:00 | Kiel Baltic Hurricanes | 22 – 33 (0-7 7-13 0-6 15-7) referto | New Yorker Lions | Kiliaplatz (3273 spett.)\| Arbitro: \| Denker \| |
| Arbitro:                       | Denker                 |                                     |                  |                                                  |

| Monaco di Baviera 29 luglio 2017, ore 16:00 | Munich Cowboys | 27 – 53 (13-16 0-21 0-7 14-9) referto | Schwäbisch Hall Unicorns | Dantestadion (1527 spett.)\| Arbitro: \| Plendl \| |
| Arbitro:                                    | Plendl         |                                       |                          |                                                    |

| Neunkirchen 29 luglio 2017, ore 17:00 | Saarland Hurricanes | 0 – 31 (0-9 0-13 0-3 0-6) referto | Ingolstadt Dukes | Ellenfeldstadion (1011 spett.)\| Arbitro: \| Nabinger \| |
| Arbitro:                              | Nabinger            |                                   |                  |                                                          |

| Francoforte sul Meno 29 luglio 2017, ore 18:58 | Frankfurt Universe | 35 – 3 (0-0 7-0 21-0 7-3) referto | Marburg Mercenaries | Frankfurter Volksbank Stadion (3847 spett.)\| Arbitro: \| H. Sauer \| |
| Arbitro:                                       | H. Sauer           |                                   |                     |                                                                       |

#### 14ª giornata
| Hildesheim 5 agosto 2017, ore 16:00 | Hildesheim Invaders | 24 – 6 (7-0 10-0 7-6 0-0) referto | Berlin Adler | Eintrachtstadion (890 spett.)\| Arbitro: \| Schrader \| |
| Arbitro:                            | Schrader            |                                   |              |                                                         |

| Monaco di Baviera 5 agosto 2017, ore 16:00 | Munich Cowboys | 19 – 31 (12-7 7-14 0-3 0-7) referto | Stuttgart Scorpions | Dantestadion (1492 spett.)\| Arbitro: \| Stehle \| |
| Arbitro:                                   | Stehle         |                                     |                     |                                                    |

| Schwäbisch Hall 5 agosto 2017, ore 17:03 | Schwäbisch Hall Unicorns | 18 – 14 (0-7 5-7 13-0 0-0) referto | Frankfurt Universe | Optima-Sportpark (3023 spett.)\| Arbitro: \| Nabinger \| |
| Arbitro:                                 | Nabinger                 |                                    |                    |                                                          |

| Kempten 6 agosto 2017, ore 15:00 | Allgäu Comets | 27 – 18 (14-8 13-3 0-0 0-7) referto | Saarland Hurricanes | Illerstadion (1131 spett.)\| Arbitro: \| Plendl \| |
| Arbitro:                         | Plendl        |                                     |                     |                                                    |

| Dresda 6 agosto 2017, ore 15:00 | Dresden Monarchs | 41 – 17 (7-3 13-7 14-0 7-7) referto | Hamburg Huskies | Heinz-Steyer-Stadion (2430 spett.)\| Arbitro: \| Gitting \| |
| Arbitro:                        | Gitting          |                                     |                 |                                                             |

| Braunschweig 6 agosto 2017, ore 15:03 | New Yorker Lions | 35 – 7 (21-0 0-7 14-0 0-0) referto | Cologne Crocodiles | Eintracht-Stadion (3387 spett.)\| Arbitro: \| Sauer \| |
| Arbitro:                              | Sauer            |                                    |                    |                                                        |

| Marburgo 6 agosto 2017, ore 16:03 | Marburg Mercenaries | 40 – 22 (10-9 7-0 7-13 16-0) referto | Ingolstadt Dukes | Georg-Gaßmann-Stadion (980 spett.)\| Arbitro: \| Fischer \| |
| Arbitro:                          | Fischer             |                                      |                  |                                                             |

#### 15ª giornata
| Berlino 12 agosto 2017, ore 15:56 | Berlin Adler | 0 – 62 (0-21 0-14 0-21 0-6) referto | New Yorker Lions | Poststadion (1004 spett.)\| Arbitro: \| Schwieger \| |
| Arbitro:                          | Schwieger    |                                     |                  |                                                      |

| Hildesheim 12 agosto 2017, ore 16:00 | Hildesheim Invaders | 20 – 21 (7-0 6-0 7-14 0-7) referto | Hamburg Huskies | Eintrachtstadion (824 spett.)\| Arbitro: \| Sauer \| |
| Arbitro:                             | Sauer               |                                    |                 |                                                      |

| Kiel 12 agosto 2017, ore 16:00 | Kiel Baltic Hurricanes | 30 – 28 (3-0 14-21 7-0 6-7) referto | Berlin Rebels | Kiliaplatz (1833 spett.)\| Arbitro: \| Denker \| |
| Arbitro:                       | Denker                 |                                     |               |                                                  |

| Neunkirchen 12 agosto 2017, ore 17:00 | Saarland Hurricanes | 6 – 66 (0-10 0-28 0-14 6-14) referto | Frankfurt Universe | Ellenfeldstadion (707 spett.)\| Arbitro: \| Schrader \| |
| Arbitro:                              | Schrader            |                                      |                    |                                                         |

| Ingolstadt 12 agosto 2017, ore 18:33 | Ingolstadt Dukes | 19 – 39 (3-6 3-30 0-0 13-3) referto | Schwäbisch Hall Unicorns | ESV-Stadion (1070 spett.)\| Arbitro: \| Plendl \| |
| Arbitro:                             | Plendl           |                                     |                          |                                                   |

| Colonia 13 agosto 2017, ore 15:15 | Cologne Crocodiles | 21 – 49 (7-7 7-14 7-21 0-7) referto | Dresden Monarchs | Sportpark Höhenberg (1422 spett.)\| Arbitro: \| Nabinger \| |
| Arbitro:                          | Nabinger           |                                     |                  |                                                             |

| Marburgo 13 agosto 2017, ore 16:15 | Marburg Mercenaries | 21 – 22 (0-7 7-0 7-7 7-8) referto | Allgäu Comets | Georg-Gaßmann-Stadion (840 spett.)\| Arbitro: \| Stehle \| |
| Arbitro:                           | Stehle              |                                   |               |                                                            |

#### 16ª giornata
| Dresda 19 agosto 2017, ore 15:00 | Dresden Monarchs | 45 – 38 (14-7 17-17 7-7 7-7) referto | Berlin Rebels | Heinz-Steyer-Stadion (2080 spett.)\| Arbitro: \| Voigtländer \| |
| Arbitro:                         | Voigtländer      |                                      |               |                                                                 |

| Berlino 19 agosto 2017, ore 16:50 | Berlin Adler | 27 – 38 (7-7 6-10 0-14 14-7) referto | Cologne Crocodiles | Poststadion (510 spett.)\| Arbitro: \| Gitting \| |
| Arbitro:                          | Gitting      |                                      |                    |                                                   |

| Schwäbisch Hall 19 agosto 2017, ore 17:00 | Schwäbisch Hall Unicorns | 27 – 13 (13-0 7-6 7-0 0-7) referto | Stuttgart Scorpions | Optima-Sportpark (2214 spett.)\| Arbitro: \| Stehle \| |
| Arbitro:                                  | Stehle                   |                                    |                     |                                                        |

| Braunschweig 19 agosto 2017, ore 18:00 | New Yorker Lions | 41 – 13 (13-0 21-0 7-7 0-6) referto | Hildesheim Invaders | Eintracht-Stadion (2787 spett.)\| Arbitro: \| Denker \| |
| Arbitro:                               | Denker           |                                     |                     |                                                         |

| Kempten 20 agosto 2017, ore 15:00 | Allgäu Comets | 21 – 37 (21-7 0-16 0-7 0-7) referto | Marburg Mercenaries | Illerstadion (1037 spett.)\| Arbitro: \| Fischer \| |
| Arbitro:                          | Fischer       |                                     |                     |                                                     |

| Francoforte sul Meno 20 agosto 2017, ore 15:00 | Frankfurt Universe | 48 – 3 (17-0 14-3 0-0 17-0) referto | Ingolstadt Dukes | Frankfurter Volksbank Stadion (3729 spett.)\| Arbitro: \| T. Nabinger \| |
| Arbitro:                                       | T. Nabinger        |                                     |                  |                                                                          |

#### 17ª giornata
| Berlino 26 agosto 2017, ore 16:00 | Berlin Adler | 21 – 35 (0-7 14-7 7-7 0-14) referto | Hamburg Huskies | Poststadion (2215 spett.)\| Arbitro: \| Voigtländer \| |
| Arbitro:                          | Voigtländer  |                                     |                 |                                                        |

| Hildesheim 26 agosto 2017, ore 16:00 | Hildesheim Invaders | 3 – 38 (0-7 3-10 0-14 0-7) referto | Berlin Rebels | Eintrachtstadion (760 spett.)\| Arbitro: \| Schrader \| |
| Arbitro:                             | Schrader            |                                    |               |                                                         |

| Kiel 26 agosto 2017, ore 16:00 | Kiel Baltic Hurricanes | 24 – 21 (0-7 7-7 7-7 10-0) referto | Dresden Monarchs | Kiliaplatz (2693 spett.)\| Arbitro: \| Denker \| |
| Arbitro:                       | Denker                 |                                    |                  |                                                  |

| Neunkirchen 26 agosto 2017, ore 17:00 | Saarland Hurricanes | 9 – 15 (3-0 0-7 6-0 0-8) referto | Allgäu Comets | Ellenfeldstadion (842 spett.)\| Arbitro: \| Stehle \| |
| Arbitro:                              | Stehle              |                                  |               |                                                       |

| Ingolstadt 26 agosto 2017, ore 18:35 | Ingolstadt Dukes | 39 – 18 (10-0 10-0 16-12 3-6) referto | Stuttgart Scorpions | ESV-Stadion (1038 spett.)\| Arbitro: \| Fischer \| |
| Arbitro:                             | Fischer          |                                       |                     |                                                    |

| Colonia 27 agosto 2017, ore 15:00 | Cologne Crocodiles | 0 – 30 (0-7 0-6 0-3 0-14) referto | New Yorker Lions | Sportpark Höhenberg (1963 spett.)\| Arbitro: \| Tschurer \| |
| Arbitro:                          | Tschurer           |                                   |                  |                                                             |

| Marburgo 27 agosto 2017, ore 17:10 | Marburg Mercenaries | 10 – 37 (0-6 0-21 7-3 3-7) referto | Frankfurt Universe | Georg-Gaßmann-Stadion (1860 spett.)\| Arbitro: \| Sauer \| |
| Arbitro:                           | Sauer               |                                    |                    |                                                            |

#### 18ª giornata
| Dresda 2 settembre 2017, ore 15:00 | Dresden Monarchs | 35 – 12 (21-0 7-0 0-6 7-6) referto | Cologne Crocodiles | Heinz-Steyer-Stadion (1790 spett.)\| Arbitro: \| Barth \| |
| Arbitro:                           | Barth            |                                    |                    |                                                           |

| Amburgo 2 settembre 2017, ore 17:00 | Hamburg Huskies | 33 – 29 (7-6 19-13 0-3 7-7) referto | Hildesheim Invaders | Hammer Park (833 spett.)\| Arbitro: \| Schwieger \| |
| Arbitro:                            | Schwieger       |                                     |                     |                                                     |

| Schwäbisch Hall 2 settembre 2017, ore 17:10 | Schwäbisch Hall Unicorns | 35 – 27 (7-7 14-6 7-0 7-14) referto | Marburg Mercenaries | Optima-Sportpark (1582 spett.)\| Arbitro: \| Fischer \| |
| Arbitro:                                    | Fischer                  |                                     |                     |                                                         |

| Braunschweig 2 settembre 2017, ore 18:02 | New Yorker Lions | 69 – 7 (21-0 17-0 21-7 10-0) referto | Berlin Adler | Eintracht-Stadion (2887 spett.)\| Arbitro: \| Tschurer \| |
| Arbitro:                                 | Tschurer         |                                      |              |                                                           |

| Francoforte sul Meno 3 settembre 2017, ore 14:57 | Frankfurt Universe | 38 – 10 (14-3 7-0 7-7 10-0) referto | Munich Cowboys | Frankfurter Volksbank Stadion (4658 spett.)\| Arbitro: \| H. Sauer \| |
| Arbitro:                                         | H. Sauer           |                                     |                |                                                                       |

| Berlino 3 settembre 2017, ore 15:00 | Berlin Rebels | 35 – 21 (7-0 7-14 14-0 7-7) referto | Kiel Baltic Hurricanes | Mommsenstadion (1233 spett.)\| Arbitro: \| Gitting \| |
| Arbitro:                            | Gitting       |                                     |                        |                                                       |

| Stoccarda 3 settembre 2017, ore 15:04 | Stuttgart Scorpions | 25 – 9 (0-0 3-0 7-3 15-6) referto | Saarland Hurricanes | Gazi-Stadion auf der Waldau (2101 spett.)\| Arbitro: \| Stehle \| |
| Arbitro:                              | Stehle              |                                   |                     |                                                                   |

#### 19ª giornata
| Amburgo 9 settembre 2017, ore 16:00 | Hamburg Huskies | 22 – 21 (6-0 3-14 7-7 6-0) referto | Kiel Baltic Hurricanes | Hammer Park (618 spett.)\| Arbitro: \| Schwieger \| |
| Arbitro:                            | Schwieger       |                                    |                        |                                                     |

| Hildesheim 9 settembre 2017, ore 16:00 | Hildesheim Invaders | 30 – 11 (10-0 7-3 7-0 6-8) referto | Cologne Crocodiles | A.d.Sportplaetzen (702 spett.)\| Arbitro: \| Voigtländer \| |
| Arbitro:                               | Voigtländer         |                                    |                    |                                                             |

| Kempten 10 settembre 2017, ore 15:00 | Allgäu Comets | 32 – 12 (8-6 16-0 8-6 0-6) referto | Ingolstadt Dukes | Illerstadion (833 spett.)\| Arbitro: \| Plendl \| |
| Arbitro:                             | Plendl        |                                    |                  |                                                   |

### Classifica
Le classifiche della regular season sono le seguenti.
- PCT = percentuale di vittorie, G = partite giocate, V = partite vinte,  P = partite perse, PF = punti fatti, PS = punti subiti

#### GFL Nord
| Pos. | Squadra                | PCT   | G  | V  | N | P  | PF  | PS  |
| ---- | ---------------------- | ----- | -- | -- | - | -- | --- | --- |
| 1    | New Yorker Lions       | 1.000 | 14 | 14 | 0 | 0  | 609 | 132 |
| 2    | Kiel Baltic Hurricanes | .714  | 14 | 10 | 0 | 4  | 531 | 323 |
| 3    | Dresden Monarchs       | .714  | 14 | 10 | 0 | 4  | 585 | 337 |
| 4    | Berlin Rebels          | .571  | 14 | 8  | 0 | 6  | 462 | 313 |
| 5    | Cologne Crocodiles     | .429  | 14 | 6  | 0 | 8  | 373 | 390 |
| 6    | Hamburg Huskies        | .285  | 14 | 4  | 0 | 10 | 196 | 543 |
| 7    | Hildesheim Invaders    | .214  | 14 | 3  | 0 | 11 | 253 | 475 |
| 8    | Berlin Adler           | .071  | 14 | 1  | 0 | 13 | 163 | 659 |

#### GFL Süd
| Pos. | Squadra                  | PCT   | G  | V  | N | P  | PF  | PS  |
| ---- | ------------------------ | ----- | -- | -- | - | -- | --- | --- |
| 1    | Schwäbisch Hall Unicorns | 1.000 | 14 | 14 | 0 | 0  | 561 | 249 |
| 2    | Frankfurt Universe       | .857  | 14 | 12 | 0 | 2  | 588 | 125 |
| 3    | Marburg Mercenaries      | .571  | 14 | 8  | 0 | 6  | 345 | 320 |
| 4    | Ingolstadt Dukes         | .500  | 14 | 7  | 0 | 7  | 398 | 406 |
| 5    | Allgäu Comets            | .429  | 14 | 6  | 0 | 8  | 308 | 430 |
| 6    | Stuttgart Scorpions      | .285  | 14 | 4  | 0 | 10 | 227 | 403 |
| 7    | Munich Cowboys           | .214  | 14 | 3  | 0 | 11 | 278 | 489 |
| 8    | Saarland Hurricanes      | .143  | 14 | 2  | 0 | 12 | 186 | 469 |

## Playoff e playout

### Tabellone
|  | Quarti di finale | Quarti di finale         | Quarti di finale       |                          |                        | Semifinali               | Semifinali | Semifinali |  |  | XXXIX German Bowl | XXXIX German Bowl | XXXIX German Bowl |
|  |                  |                          |                        |                          |                        |                          |            |            |  |  |                   |                   |                   |
|  | 1N               | New Yorker Lions         | 47                     |                          |                        |                          |            |            |  |  |                   |                   |                   |
|  | 4S               | Ingolstadt Dukes         | 6                      |                          |                        |                          |            |            |  |  |                   |                   |                   |
|  | 4S               | Ingolstadt Dukes         | 6                      |                          | 1N                     | New Yorker Lions         | 23         |            |  |  |                   |                   |                   |
|  |                  |                          |                        |                          | 1N                     | New Yorker Lions         | 23         |            |  |  |                   |                   |                   |
|  |                  | 2S                       | Frankfurt Universe     | 21                       |                        |                          |            |            |  |  |                   |                   |                   |
|  | 2S               | 2S                       | Frankfurt Universe     | 21                       | Frankfurt Universe     | 26                       |            |            |  |  |                   |                   |                   |
|  | 2S               |                          |                        |                          | Frankfurt Universe     | 26                       |            |            |  |  |                   |                   |                   |
|  | 3N               | Dresden Monarchs         | 16                     |                          |                        |                          |            |            |  |  |                   |                   |                   |
|  |                  |                          |                        |                          |                        |                          |            |            |  |  | 1N                | New Yorker Lions  | 13                |
|  |                  |                          | 1S                     | Schwäbisch Hall Unicorns | 14                     |                          |            |            |  |  |                   |                   |                   |
|  | 1S               | Schwäbisch Hall Unicorns | 31                     |                          |                        |                          |            |            |  |  |                   |                   |                   |
|  | 4N               | Berlin Rebels            | 24                     |                          |                        |                          |            |            |  |  |                   |                   |                   |
|  | 4N               | Berlin Rebels            | 24                     |                          | 1S                     | Schwäbisch Hall Unicorns | 33         |            |  |  |                   |                   |                   |
|  |                  |                          |                        |                          | 1S                     | Schwäbisch Hall Unicorns | 33         |            |  |  |                   |                   |                   |
|  |                  | 2N                       | Kiel Baltic Hurricanes | 11                       |                        |                          |            |            |  |  |                   |                   |                   |
|  | 2N               | 2N                       | Kiel Baltic Hurricanes | 11                       | Kiel Baltic Hurricanes | 28                       |            |            |  |  |                   |                   |                   |
|  | 2N               |                          |                        |                          | Kiel Baltic Hurricanes | 28                       |            |            |  |  |                   |                   |                   |
|  | 3S               | Marburg Mercenaries      | 14                     |                          |                        |                          |            |            |  |  |                   |                   |                   |

### Quarti di finale
| Kiel 16 settembre 2017, ore 16:00 | Kiel Baltic Hurricanes | 28 – 14 (7-7 0-7 14-0 7-0) referto | Marburg Mercenaries | Kiliaplatz (2587 spett.)\| Arbitro: \| Schwieger \| |
| Arbitro:                          | Schwieger              |                                    |                     |                                                     |

| Schwäbisch Hall 16 settembre 2017, ore 17:30 | Schwäbisch Hall Unicorns | 31 – 24 (d.t.s.) (14-7 0-3 7-7 3-7 7-0) referto | Berlin Rebels | Optima-Sportpark (1868 spett.)\| Arbitro: \| Plendl \| |
| Arbitro:                                     | Plendl                   |                                                 |               |                                                        |

| Braunschweig 16 settembre 2017, ore 18:00 | New Yorker Lions | 47 – 6 (13-6 14-0 13-0 7-0) referto | Ingolstadt Dukes | Eintracht-Stadion (2887 spett.)\| Arbitro: \| Denker \| |
| Arbitro:                                  | Denker           |                                     |                  |                                                         |

| Francoforte sul Meno 17 settembre 2017, ore 14:53 | Frankfurt Universe | 26 – 16 (7-7 7-3 0-0 12-6) referto | Dresden Monarchs | Frankfurter Volksbank Stadion (4120 spett.)\| Arbitro: \| H. Sauer \| |
| Arbitro:                                          | H. Sauer           |                                    |                  |                                                                       |

### Semifinali
| Schwäbisch Hall 23 settembre 2017, ore 17:04 | Schwäbisch Hall Unicorns | 33 – 11 (0-5 14-0 13-0 6-6) referto | Kiel Baltic Hurricanes | Optima-Sportpark (2722 spett.)\| Arbitro: \| Schrader \| |
| Arbitro:                                     | Schrader                 |                                     |                        |                                                          |

| Braunschweig 23 settembre 2017, ore 18:00 | New Yorker Lions | 23 – 21 (6-0 3-0 7-0 7-21) referto | Frankfurt Universe | Eintracht-Stadion (4787 spett.)\| Arbitro: \| Tschurer \| |
| Arbitro:                                  | Tschurer         |                                    |                    |                                                           |

### Playout

#### GFL Nord
| Berlino 16 settembre 2017, ore 15:00 | Berlin Adler | 12 – 55 (0-14 0-14 6-20 6-7) referto | Potsdam Royals | Poststadion (1105 spett.)\| Arbitro: \| Voigtländer \| |
| Arbitro:                             | Voigtländer  |                                      |                |                                                        |

| Potsdam 30 settembre 2017, ore 15:30 | Potsdam Royals | 42 – 7 (7-0 14-0 14-0 7-7) referto | Berlin Adler | Luftschiffhafen (2300 spett.)\| Arbitro: \| Schwieger \| |
| Arbitro:                             | Schwieger      |                                    |              |                                                          |

#### GFL Süd
| Neunkirchen 16 settembre 2017, ore 15:00 | Saarland Hurricanes | 28 – 21 (0-0 14-7 7-6 7-8) | Kirchdorf Wildcats | Ellenfeldstadion |

| Kirchdorf am Inn 30 settembre 2017, ore 15:00 | Kirchdorf Wildcats | 43 – 19 (7-7 13-6 14-0 9-6) referto | Saarland Hurricanes | Inn-Energie-Arena (1300 spett.)\| Arbitro: \| Plendl \| |
| Arbitro:                                      | Plendl             |                                     |                     |                                                         |

### XXXIX German Bowl
| Berlino 7 ottobre 2017, ore 18:01 | New Yorker Lions                                    | 13 – 14 (7-7 6-0 0-7 0-0) referto | Schwäbisch Hall Unicorns | Friedrich-Ludwig-Jahn-Sportpark (13502 spett.)\| Arbitri: \| Stehle Franke Peters Klaiber Pruin Spendig Stümmler \| |
| Arbitri:                          | Stehle Franke Peters Klaiber Pruin Spendig Stümmler |                                   |                          | |

## Verdetti
- Schwäbisch Hall Unicorns Campioni della Germania 2017